# Стівен Дьюїк
Стівен Дьюїк (англ. Steven Dewick, 2 лютого 1976) — австралійський плавець.
Призер Олімпійських Ігор 1996 року.
Призер Пантихоокеанського чемпіонату з плавання 1995 року.
Переможець Ігор Співдружності 1994 року.